# Kirby & the Amazing Mirror
Kirby & the Amazing Mirror is een platformspel voor de Game Boy Advance. Het spel werd uitgegeven door Nintendo en is ontwikkeld door dochteronderneming HAL Laboratory. Het spel is uitgegeven in Japan op 15 april 2004, in Europa verscheen het spel op 2 juli 2004.
In april 2014 verscheen een versie voor de Wii U Virtual Console.

## Spel
Het spel is een tweeënhalfdimensionaal platformspel waarin protagonist Kirby het opneemt tegen allerlei vijanden. Hij kan tegenstanders opzuigen. Ook kan hij outfits vinden waarmee hij andere vaardigheden krijgt.

## Ontvangst
| Recensiescore       | Recensiescore |
| Recensieverzamelaar | Score         |
| ------------------- | ------------- |
| GameRankings        | 80,5%         |
| Metacritic          | 77%           |
| Publicist           | Score         |
| Famitsu             | 36/40         |
| Game Informer       | 7,7           |
| GameSpot            | 8,2           |
| IGN                 | 8             |
| Nintendo Power      | 4/5           |

Het spel werd overwegend positief ontvangen in recensies. Men prees het uitdagende levelontwerp, de grafische presentatie werd echter niet overweldigend ontvangen.
Op aggregatiewebsites Metacritic en GameRankings heeft het spel verzamelde scores van respectievelijk 77% en 80,5%.